# Marta Pascal
Marta Pascal i Capdevila, född 10 april 1983 i Vic, är en spansk politiker, deputerad i Kataloniens parlament för Junts pel Sí. I juli 2016 valdes hon till generalkoordinator för Kataloniens demokratiska parti. Från oktober 2012 till februari 2015 ledde hon Joventut Nacionalista de Catalunya och från juli 2015 fram till dess upplösning i juli 2016 var hon språkrör för Convergència Democràtica de Catalunya.

## Biografi
Marta Pascal har licentiatexamen i statskunskap och administration vid Universitat Pompeu Fabra – hon blev premierad för utmärkta studieresultat – och i historia vid Barcelonas universitet. Hon genomgick ledarutbildningen Ordit igångsatt av Fundació Jaume Bofill. Hon har fullföljt ett ledarprogram för offentlig förvaltning (IESE-Madrid) och genomgår ledarprogrammet Vicens Vives (ESADE).
Yrkesmässigt har hon ägnat sig åt området politisk undervisning vid Asociación Internacional de Ciudades Educadoras. Från 2008 till 2011 var hon chef för utbildningssektorn i den centralkatalanska kommunen Vic och från 2011 till 2012 rådgivare för den katalanska regionregeringens utbildningsminister Irene Rigau. 
Marta Pascal är medlem i Òmnium Cultural och ingår i ledningen för Fundació Eduard Soler – Escola del Treball del Ripollès ("Yrkesutbildningen i Ripollès", driven av stiftelsen Eduard Soler).
Pascal medverkar regelmässigt i olika digitala kommunikationsmedier (Nació Digital, Directe!cat och e-notícies).

## Politisk och institutionell karriär
År 2006 anslöt hon sig till Joventut Nacionalista de Catalunya (JNC), ungdomsförbundet för Convergència Democràtica de Catalunya (CDC).
Pascal har varit president för Juventut Nacionalista de Catalunya från oktober 2012 till februari 2015. Från december 2010 till 2012 var hon vicepresident. Mellan november 2008 och april 2010 var hon korrespondent för området social politik och immigration för JNC och från april till december 2010 landssekreterare.
Marta Pascal ingick i ledningen för CDC i Vic och Osona och i Federació de Comarques Centrals. År 2010 blev hon medlem av det nationella rådet för CDC.
I parlamentsvalet i Katalonien 2012 var hon uppsatt som nummer 34 på CiU:s lista och blev vald till deputerad. I 2015 års val förnyade hon sitt mandat, denna gång på listan för Junts Pel Sí. 
Den 19 juli 2015 inträdde hon som språkrör för CDC och ersatte då Mercè Conesa.
Den 23 juli 2016 valdes hon till generalkoordinator för PDeCAT, arvtagare till CDC. Pascal vann i primärvalet med 87,76% procent av rösterna över motkandidaten och Reagrupaments president Ignasi Planas, vilken fick 12,27 procent av rösterna.